# Hermandad del Resucitado (Córdoba)
La Real e Ilustre Hermandad de Nuestro Señor Resucitado, María Santísima Reina de Nuestra Alegría y Nuestra Señora de la Luz es una Hermandad de Penitencia de la ciudad de Córdoba, España. Procesiona en la mañana del Domingo de Resurrección y tiene sede canónica en la Parroquia de Santa Marina de Aguas Santas. Es la última Hermandad que realiza su Estación de Penitencia en la Semana Santa de Córdoba.

## Historia
La advocación del Resucitado ha estado ligada al barrio de Santa Marina desde muy antiguo. Ya en 1562 hay constancia de la existencia de una Cofradía bajo el título de la Hermandad del Resucitado y Ánimas Benditas, lo cual la convierte en una de las más antiguas de la capital cordobesa. Desde esta fecha en adelante, la Hermandad sufrió muchísimos altibajos: épocas de gran esplendor en las que, por ejemplo, se cubrían las calles con romero y juncia para la procesión, y que se alternaban con otras más decadentes. Muy pocos años faltó la fiesta de Pascua en Santa Marina seguida de la procesión del Resucitado por las calles del barrio. Existe un asentamiento de hermanos con fecha de 1821, en el que se sobrepasaban los 300 miembros de la Hermandad del Resucitado y Animas. 
Además, hay numerosas citas de periodistas de distintas épocas exaltando la grandiosidad de los cultos y la procesión del Resucitado en Santa Marina, para la que incluso se tiraban fuegos artificiales.
Tal era la tradición de celebrar la Resurrección en Santa Marina que, a principios de siglo, la corporación municipal acudía a Santa Marina para la solemne función religiosa y procesión del Resucitado que acompañaba la banda municipal y una sección de batidores de la guardia municipal montada abriendo la comitiva. 

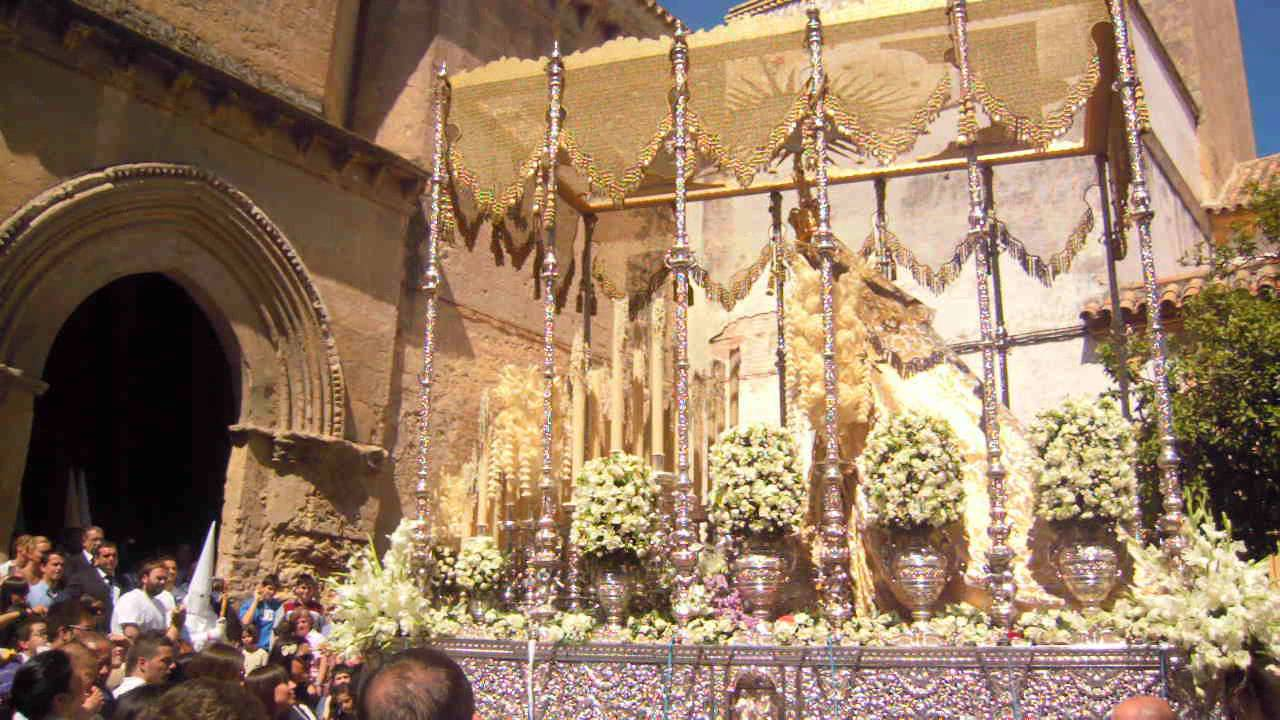
Nuestra Señora de la Alegría en su entrada a la Iglesia de Sta. Marina

A este último punto hemos de unirle resurgir general de la Semana Santa de Córdoba, y como consecuencia la reorganización de la Hermandad, que se perdió por los avatares de la historia, en 1927 gracias al impulso de Jose Mora Cabrera Trillo-Figueroa, marqués de Villaseca. 
Entre los enseres más destacados figura el estandarte de la desaparecida Hermandad del Santísimo Sacramento de Santa Marina y de los Patronos de Córdoba San Acisclo y Santa Victoria.
Bajo el amparo de datos históricos fidedignos, no sería nada descabellado decir que Santa Marina es por antonomasia el barrio de los toreros, de los piconeros y del Resucitado, tres elementos que han estado muy unidos en este tradicional barrio cordobés.

## Imágenes Titulares
- Nuestro Señor Resucitado:

La actual imagen del Señor es obra de Juan Manuel Miñarro en el año 1988. El Ángel y los Romanos son de Antonio Bernal Redondo durantes los año 2001 al 2004.
- María Santísima Reina de Nuestra Alegría:

La imagen de la Virgen es obra de Juan Martínez Cerrillo en 1951, restaurada por Miñarro en 1993 y por Antonio Bernal en 1999.

## Música
- Cruz de Guía: Banda de Cornetas y Tambores de "Nuestro Padre Jesús Nazareno" de Torredelcampo (Jaén).
- Misterio de Nuestro Señor Resucitado: Agrupación Musical "Santísimo Cristo de Gracia" (Córdoba).
- Palio de María Santísima Reina de Nuestra Alegría : Banda de Música La Estrella (Córdoba)

## Recorrido
- Recorrido de Ida: (09:30 Cruz de Guía) Enrique Redel, (10:00) Capitulares (10:30) San Fernando (11:00) Ronda de Isasa (11:30)
- Recorrido Oficial: (11:45) Entrada Carrera Oficial (13:20) Salida Carrera Oficial
- Recorrido de Vuelta: (13:30) Cardenal González, (13:40) San Fernando, (14:00) Diario Córdoba, (14:30) Alfaros, (14:45) Puerta del Rincón, (15:00) Plaza del Conde de Priego, (15:15) Entrada

## Patrimonio Musical
- El Cristo Resucitado, escrita por Nemesio de Heredia ´´El Españoleto`` en los años 20 del siglo XX.
- Nuestra Señora de la Alegría, escrita por Miguel Herrero Martos en el año 1991.
- Al Amanecer, en el 2007.
- Virgen de la Alegría, escrita por Manuel Alba Rubio.[2]
- Reina de Nuestra Alegría 2009, compuesta por David Reyes Ortega.
- Y Yo soy la Resurrección y la Vida, compuesta por Manuel Roldán Roldán en 2012
- La Resurrección de Jesús, compuesta por Juan Carlos Fernández en 2017
- Al Rey de Santa Marina
- Albores, compuesta por Ignacio Fortis y Sara López en 2023.

| Predecesor: Santo Sepulcro | Orden de entrada en la carrera oficial (Domingo de Resurrección) Primer lugar | Sucesor: - |